# Ballet ballade
Ballet ballade er en animationsfilm instrueret af Bent Barfod efter eget manuskript.